# Farida Amrani
Farida Amrani, née le 3 septembre 1976 à Ajdir, près de Tafoughalt au Maroc, est une syndicaliste et femme politique française. Membre de La France Insoumise, elle est députée de la première circonscription de l'Essonne depuis 2022 et réélue en 2024.

## Biographie
Née au Maroc en 1976, Farida Amrani arrive en France à l'âge de deux ans. Après l'obtention d'un baccalauréat professionnel, puis d'un BTS transport et prestations logistiques, elle devient fonctionnaire territoriale en 2003 à la communauté d'agglomération Cœur d'Essonne.
Après un engagement syndical débuté en 2003 à la Confédération générale du travail, elle s'engage en politique en 2014 au sein du Front de gauche puis de La France insoumise. Cette année-là, opposée à la réforme des rythmes scolaires à Évry, le maire remplaçant de Manuel Valls lui fait cette réflexion : « Si vous n'êtes pas contente, vous n'avez qu'à monter votre liste ». Elle se présente alors aux élections municipales en prenant la tête d'une liste Front de gauche, obtenant 18,78 % des suffrages au second tour.
Candidate en 2017 aux élections législatives dans l'Essonne pour La France Insoumise, elle est battue par Manuel Valls au second tour par 139 voix. Sa plainte pour « fraude électorale » est classée sans suite l'année suivante, malgré un certain nombre d'irrégularités constatées,.
En 2018, elle critique la possible candidature à Barcelone de Manuel Valls, et réclame sa démission de son mandat de député. À la suite de la démission de Manuel Valls de tous ses mandats électifs en France, elle se porte de nouveau candidate à l'élection partielle organisée en conséquence. Cette fois-ci, elle est opposée à Francis Chouat et à nouveau battue, en n'obtenant que 40,90 % des voix.
Elle se représente une troisième fois à l'occasion des élections législatives de 2022. Membre de La France Insoumise, elle est investie par la NUPES, arrive en tête au premier tour avec 39,12 % des voix face au candidat de la coalition présidentielle Ensemble, Medhy Zeghouf, et est élue députée au second tour avec 59,84 % des suffrages exprimés (15 471 voix).
Lors des élections législatives anticipées de 2024, Farida Amrani est investie par le Nouveau Front Populaire et réélue députée de la première circonscription de l'Essonne, face au maire d'Évry-Courcouronnes Stéphane Beaudet (divers) et Thiebauld Vega (Rassemblement National).

## Résultats électoraux

### Élections législatives
| Année | Parti       | Parti  | Circonscription  | 1er tour | 1er tour | 1er tour | 2e tour | 2e tour | 2e tour |
| Année | Parti       | Parti  | Circonscription  | Voix     | %        | Rang     | Voix    | %       | Issue   |
| ----- | ----------- | ------ | ---------------- | -------- | -------- | -------- | ------- | ------- | ------- |
| 2017  |             | LFI    | 1re de l'Essonne | 4 868    | 17,61    | 2e       | 11 618  | 49,70   | Battue  |
| 2018  | 2 251       | LFI    | 1re de l'Essonne | 17,82    | 2e       | 4 546    | 40,90   | Battue  |         |
| 2022  | LFI (NUPES) | 10 657 | 1re de l'Essonne | 39,12    | 1re      | 15 471   | 59,84   | Élue    |         |
| 2024  | LFI (NFP)   | 19 109 | 1re de l'Essonne | 46,07    | 1re      | 21 311   | 50,97   | Élue    |         |

### Élections municipales
Les résultats ci-dessous concernent uniquement les élections où elle est tête de liste.
| Année | Parti | Parti | Commune | 1er tour | 1er tour | 1er tour | 2d tour | 2d tour | 2d tour | Sièges obtenus |
| Année | Parti | Parti | Commune | Voix     | %        | Rang     | Voix    | %       | Rang    | Sièges obtenus |
| ----- | ----- | ----- | ------- | -------- | -------- | -------- | ------- | ------- | ------- | -------------- |
| 2014  |       | FG    | Évry    | 1 418    | 15,06    | 3e       | 1 918   | 18,78   | 3e      | 4 / 45         |

### Élections départementales
| Année | Parti | Parti | Canton             | 1er tour | 1er tour | 1er tour | 1er tour |
| Année | Parti | Parti | Canton             | Voix     | %        | Rang     | Issue    |
| ----- | ----- | ----- | ------------------ | -------- | -------- | -------- | -------- |
| 2021  |       | LFI   | Évry-Courcouronnes | 1 109    | 15,90    | 4e       | Battue   |